# Lobbi
Lobbi is een plaats (frazione) in de Italiaanse gemeente Alessandria, provincie Alessandria, en telt ongeveer 600 inwoners.